# Vulcana
Miriam Kate Williams, parfois appelée Kate Roberts, plus connue sous son nom de scène Vulcana, est une strongwoman galloise née de parents irlandais à Abergavenny, Monmouthshire. En compagnie de l'homme fort William Hedley Roberts, mieux connu sous le nom d'Atlas, elle parcourt les music-halls en Grande-Bretagne, en Europe et en Australie. Le couple se produit sous le nom de « The Atlas and Vulcana Group of Society Athletes ». 

## Jeunesse
Kate Williams est la fille d'un prédicateur populaire dans sa région. Elle travaille dans une tannerie à Abergavenny. Elle rencontre William Roberts au gymnase pour femmes qu'il dirige en 1890, alors qu'elle a quinze ans. Ils tombent amoureux ; bien que Roberts ait une femme et une famille, ils quittent la ville et restent ensemble pour le reste de leur vie.

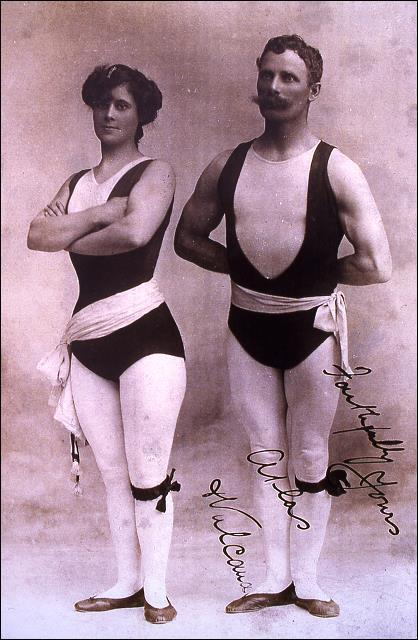
Vulcana et Atlas en 1911.

## Carrière d'artiste
La première apparition professionnelle de Williams a lieu lors d'une fête organisée par Roberts à Pontypool, au Pays de Galles. Ils commencent à présenter des spectacles ensemble sous le nom d'Atlas et Vulcana à Londres en 1892. 

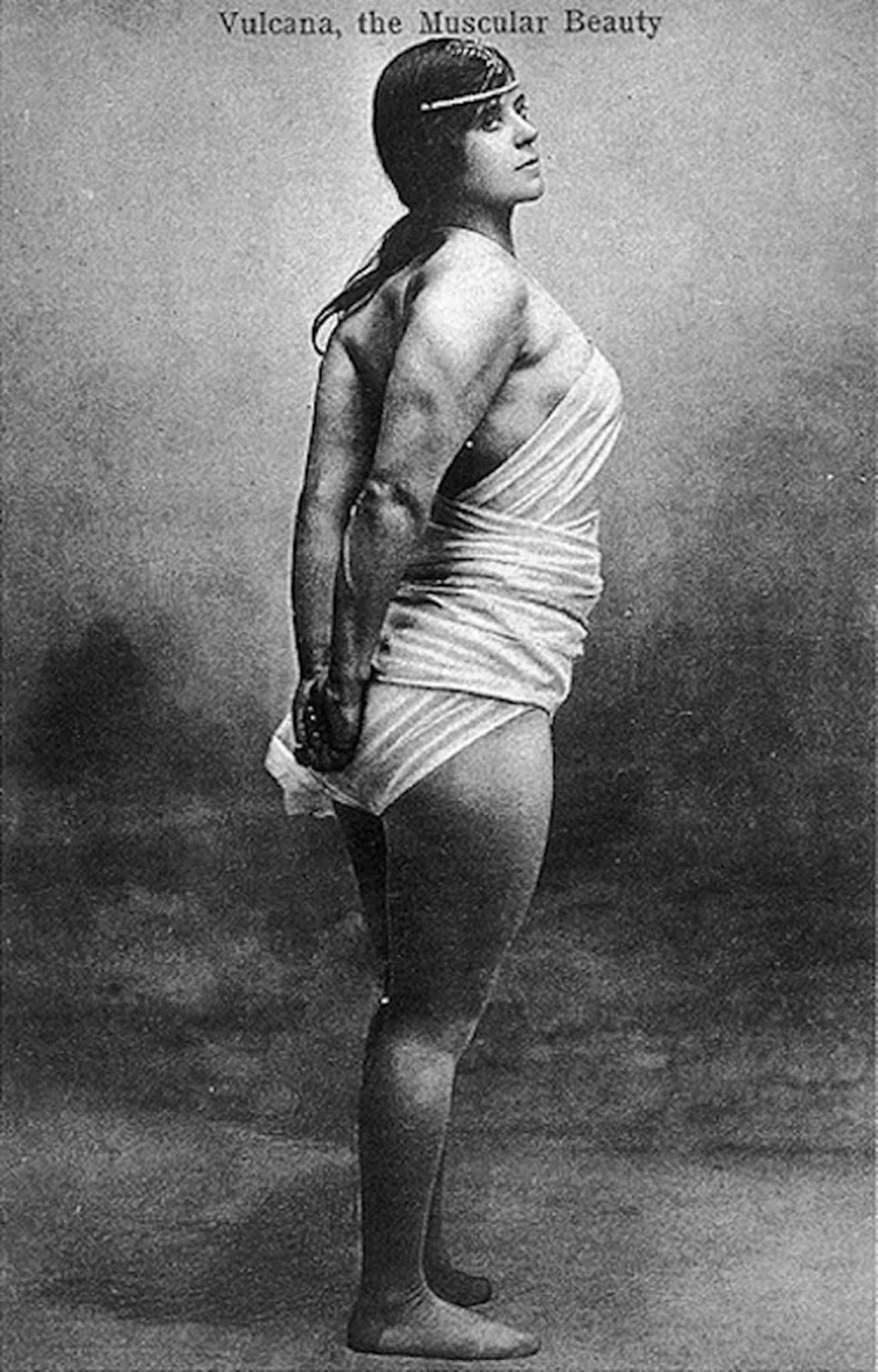
Vulcana (vers 1900).

En 1903, Vulcana et Atlas sont engagés par Harry Rickards et font une tournée en Australie. Atlas, comme beaucoup de showmen de son temps, exagère grandement ses propres capacités musculaires, ainsi que celles de Vulcana, et la plupart de ses prétendus exploits sont maintenant rejetés. À plusieurs reprises, il a été prouvé qu'il utilisait des poids plus légers qu'il ne le prétendait. À ces moments-là, la réputation de Vulcana souffre aux côtés de la sienne, bien que ses réalisations authentifiées aient été véritablement remarquables pour une femme de son époque[réf. nécessaire].

### Faits de force authentifiés

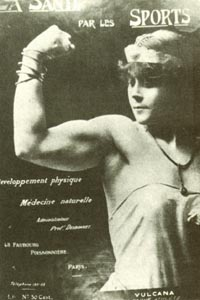
Vulcana sur la couverture de La Santé par les Sports

Vulcana atteint le sommet de sa popularité en France, et laisse une forte impression au Club haltérophile de France avec ses exploits de force, qui lui valent une médaille du «Père du bodybuilding français»[pas clair], le professeur Edmond Desbonnet et une photo en couverture de La Santé par les Sports. Tout au long de sa carrière, elle reçoit plus d'une centaine de médailles.
Ses exploits les mieux authentifiés ont été une presse pliée avec sa main droite d'au moins 56,5 kg, certaines autorités acceptant une presse de 66 kg, et un pont élévateur avec 25 kg dans chaque main.
Elle dégage un wagon coincé à Maiden Lane, Covent Garden, Londres, en octobre 1901 en le soulevant, devant des témoins étonnés.
Les experts pensent que Vulcana a atteint son apogée vers 1910. Le 29 mai 1913, au Théâtre Haggar de Llanelli, elle soulève une cloche que sa rivale Athelda n'avait pas réussi à lever malgré un effort de vingt-cinq minutes.

### Faits d'héroïsme avérés
Une femme qui affichait publiquement sa force générait souvent un succès de scandale, comme on appelait alors les coups publicitaires, et Vulcana n'est pas étrangère à l'art d'amplifier les récits de ses exploits. Cependant, certaines des histoires à son sujet sont basées sur de véritables moments d'héroïsme de sa part[réf. nécessaire] :
- En 1888, à l'âge de treize ans, elle arrête un cheval en fuite à Bristol.
- Elle sauve deux enfants de la noyade dans la rivière Usk en juillet 1901, action pour laquelle elle reçoit une médaille.
- En 1910, Vulcana est la première personne à alerter la police au sujet de la disparition de son amie, Cora Crippen,  ce qui mène finalement à l'arrestation du mari de Cora, le Dr Hawley Crippen[2].
- Le 4 juin 1921, le Garrick Theatre d'Édimbourg prend feu lors d'une soirée de représentation de la Society Athletes. Vulcana risque sa vie pour sauver les chevaux d'un autre numéro et en ressort avec de graves brûlures à la tête. Pour cela, elle reçoit des éloges officiels et une médaille.

### Autres faits divers
- En 1902, selon un article de Punch, Vulcana assomme un pickpocket qui tentait de lui voler son sac à main[4].

### Retraite
Vulcana et Atlas s'installent définitivement à Londres dans les années 1920 et se retirent du monde du spectacle en 1932.
Vulcana est heurtée par une voiture à Londres en 1939 ; consciente, elle entend qu'on la déclare morte. Bien qu'elle ait subi des lésions cérébrales, elle se rétablit partiellement. Elle meurt peu après Atlas et sa plus jeune fille, en 1946.

## Famille
Vulcana et Atlas ne se sont jamais mariés et se sont présentés comme frère et sœur tout au long de leur carrière. Ils ont cependant eu six enfants ensemble, William, Hedley, Augustus, Arthur, Nora et Mona (1900-1946).
Vulcana ne voulait pas que ses enfants soient laissés seuls avec des parents ou dans des orphelinats et insiste pour les élever elle-même. Ainsi, tous ses enfants  participent a ses spectacles dès qu'ils sont assez grands.

## Postérité
Le Vulcana Women's Circus, établi à Brisbane, en Australie, porte son nom.